# Indigópinty
Az indigópinty (Passerina cyanea) a madarak osztályának verébalakúak (Passeriformes) rendjébe és a kardinálispintyfélék (Cardinalidae) családjába tartozó faj.

## Rendszerezése
A fajt Carl von Linné svéd természettudós írta le 1766-ban, a Tanagra nembe Tanagra cyanea néven. Sorolták a Cyanospiza nembe Cyanospiza cyanea néven is.

## Előfordulása
Kanada délkeleti, az Amerikai Egyesült Államok keleti részén költ, telelni délre Mexikó, a Bahama-szigetek, Belize, Bermuda, a Kajmán-szigetek, Costa Rica, Salvador, Guatemala, Haiti, Honduras, Jamaica, Nicaragua, Panama, Puerto Rico, a Turks- és Caicos-szigetek, Venezuela, a Virgin-szigetek, Kolumbia és Kuba területére vonul. Kóborló példányai eljutnak Európába is.
Természetes élőhelyei a mérsékelt övi erdők, szubtrópusi és trópusi síkvidéki és hegyi esőerdők, valamint cserjések.

## Megjelenése
Testhossza 14 centiméter, testtömege 12-18 gramm. A hím tollazata kék, sötétebb evezőkkel, a tojóé barna.
|  |  |

## Életmódja
Rovarokkal és magvakkal táplálkozik.

## Szaporodása
Fára, vagy bokorra, gallyakból és fűből készíti csésze alakú fészkét.
|  |

## Természetvédelmi helyzete
Az elterjedési területe rendkívül nagy, egyedszáma pedig stabil. A Természetvédelmi Világszövetség Vörös listáján nem fenyegetett fajként szerepel.